# Tamsita
Tamsita är ett släkte av fjärilar. Tamsita ingår i familjen björnspinnare.
Kladogram enligt Catalogue of Life:
| Tamsita | \| \| Tamsita habrotima \| \| \| \| \| \| Tamsita ochthoeba \| \| \| \| |
|         | \| \| Tamsita habrotima \| \| \| \| \| \| Tamsita ochthoeba \| \| \| \| |
|         | Tamsita habrotima                                                       |
|         |                                                                         |
|         | Tamsita ochthoeba                                                       |
|         |                                                                         |